# Skarbiszowice
Skarbiszowice  (deutsch Seifersdorf) ist eine Ortschaft in Oberschlesien in der Gemeinde Tułowice im Powiat Opolski in der Woiwodschaft Opole, Polen.

## Geographie

### Geographische Lage
Die Ortschaft Skarbiszowice liegt drei Kilometer nordöstlich vom Gemeindesitz, der Stadt Tułowice, und etwa 21 Kilometer südwestlich der Woiwodschaftshauptstadt Oppeln. Skarbiszowice liegt in der Nizina Śląska (Schlesische Tiefebene) innerhalb der Równina Niemodlińska (Falkenberger Ebene). Skarbiszowice liegt zwischen den Schienen der beiden Bahnstrecken Szydłów–Lipowa Śląska und Opole–Nysa.
Östlich des Dorfes liegen weitläufige Waldgebiete, die zum Forst Tułowice gehören.

### Nachbarorte
Südwestlich des Dorfes liegt der Gemeindesitz, die Stadt Tułowice (dt. Tillowitz). Nordwestlich von Skarbiszowice liegen die Dörfer Wydrowice (Weiderwitz) und Sady (Baumgarten) sowie nördlich Grodziec (Groditz) und östlich Szydłów  (Schiedlow).

## Geschichte
In dem Werk  Liber fundationis episcopatus Vratislaviensis aus den Jahren 1295–1305 wird der Ort erstmals urkundlich als Sybethticz erwähnt. Ortsname ist auf einen ehemaligen Grundbesitzer oder Gründers des Dorfes zurückzuführen, einem Ritter namens Seyfert. Im Nordwesten befand sich im Mittelalter eine kleine Ritterburg.
1693 wurde das Dorf von der Herrschaft Falkenberg erworben. Für das Jahr sind im Dorf 6 Gärtner- und 18 Häuslerstellen bezeugt. Nach dem Ersten Schlesischen Krieg 1742 fiel Seifersdorf mit dem größten Teil Schlesiens an Preußen.
Nach der Neuorganisation der Provinz Schlesien gehörte die Landgemeinde Seifersdorf ab 1816 zum Landkreis Falkenberg O.S. im Regierungsbezirk Oppeln. 1818 wurde in Seifersdorf eine Schule eingerichtet. 1845 bestand das Dorf aus 55 Häusern, einer katholischen Schule und einem Vorwerk. Im gleichen Jahr lebten in Seifersdorf 325 Menschen, davon 37 evangelisch. 1855 lebten 407 Menschen im Ort. 1865 zählte das Dorf 6 Bauern-, 14 Gärtner- und 11 Häuslerstellen sowie 389 Einwohner. Die einklassige katholische Schule wurde im gleichen Jahr von 90 Kindern besucht. 1874 wurde der Amtsbezirk Tillowitz gegründet, welcher aus den Landgemeinden Baumgarten, Ellguth-Tillowitz, Michelsdorf, Schedliske, Schiedlow, Seifersdorf, Tillowitz und Weiderwitz und den Gutsbezirken Baumgarten, Ellguth-Tillowitz, Schedliske, Schiedlow, Seifersdorf, Tillowitz und Weiderwitz bestand. 1885 zählte Seifersdorf 227 Einwohner.
1933 lebten in Seifersdorf 421 Einwohner. 1939 lebten wiederum 472 Menschen im Dorf. Bis 1945 befand sich der Ort im Landkreis Falkenberg O.S.
Die Rote Armee rückte am 18. März 1945 in Seifersdorf ein. Danach kam der bisher deutsche Ort Seifersdorf an Polen und wurde in Skarbiszowice umbenannt und der Woiwodschaft Schlesien angeschlossen. Die verbliebene deutsche Bevölkerung wurde am 20. Juni 1946 vertrieben. 1950 kam der Ort zur Woiwodschaft Opole und 1999 kam der Ort zum Powiat Opolski. Am Ortsrand wurde bis 2007 noch Ton zur Weiterverarbeitung in einer nahe gelegenen Porzellanfabrik abgebaut. Mangels Ergiebigkeit wurde der Abbau jedoch nach fast 90 Jahren eingestellt.

## Sehenswürdigkeiten
- Gutshof aus dem 19. Jahrhundert
- Wegekapelle aus der ersten Hälfte des 19. Jahrhunderts[9]
- Wegekreuz an der Straße nach Sady